# El Tío (deidade)
Denomina-se El Tio a deidade venerada pelo mineiros da cidade boliviana de Oruro, os quais lhe atribuem o domínio sob o mundo subterrâneo e, em especial, a mina de Cerro Rico. Profundamente sincretizado ao demônio da Igreja Católica, religião à qual a quase totalidade dos mineiros orurenhos afirmam pertencer, El Tio costuma ser representado como um homem com cabeça e pés de bode, pênis em riste e tridente nas mãos, havendo imagens suas espalhadas por muitas das galerias subterrâneas de onde se extraem os minérios. Diante destes fetiches, que os fiéis consideram materializar a força vital do espírito, são oferecidas folhas de coca, cigarros e bebidas alcoólicas diversas, bem como o ocasional sacrifício de lhamas, cujo sangue é espalhado pela entrada das minas para a proteção contra os desastres.
A veneração a El Tio data do período pré-colombiano, sendo um dos poucos testemunhos ainda existentes dos antigos cultos pagãos dos altiplanos bolivianos. O culto à divindade ocorre clandestina e paralelamente à prática oficial católica, que sempre mostrou-se oposta à adoração da entidade, considerada demoníaca pelo clero e pelos fiéis não integrantes da comunidade mineira. 
As imagens de El Tio permanecem ocultas nas galerias subterrâneas durante a maior parte do ano, somente sendo de lá retiradas durante o famoso carnaval de Oruro, quando se as levam em procissão pela cidade. O ápice desta cerimônia é a encenação da luta entre El Tio e o arcanjo Miguel, entidade angélica que o derrota e o envia de volta ao mundo inferior, de onde não sairá até o carnaval seguinte .